# Hypoganomorphus
Hypoganomorphus is een geslacht van kevers uit de familie  
kniptorren (Elateridae).
Het geslacht is voor het eerst wetenschappelijk beschreven in 1975 door Dolin.

## Soorten
Het geslacht omvat de volgende soort:
- Hypoganomorphus laevicollis (Mannerheim, 1852)